# Петър Кацарев
Петър (Пера) Кацарев (на сръбски: Петар Кацаревић или Petar Kacarević), известен като Чича, e македонски сърбоманин, войвода на чета на Сръбската въоръжена пропаганда в Малешево.

## Биография
Роден е в Малешево в сърбоманско семейство. Велко Кацарев е патриаршистки сърбомански свещеник в Берово, сръбски учител и директор на сръбските училища в района около 1902 година, а Илия Кацарев, възпитаник на Призренската семинария, е също свещеник и по-късно депутат от Берово.
Четата на Петър Кацаров се сражава с български чети на 10, 16, 20 and 21 ноември 1905 година без жертви.
На 12 май 1906 година четата на Кацаров, общо 12 души се сблъсква на Криво бърдо над Берово със 186 души аскер. В сражението загиват 10 четници.